# 五硫化二茂钛
五硫化二茂钛是一种有机钛化合物，化学式为(C5H5)2TiS5，可简写为Cp2TiS5。它是亮红色固体，可溶于有机溶剂。

## 制备
五硫化二茂钛可由Cp2TiCl2和多硫化物盐类反应得到。它最初由二羰基二茂钛和硫单质的反应得到：
(C5H5)2Ti(CO)2 + 5⁄8 S8 → (C5H5)2TiS5 + 2 CO

## 化学性质

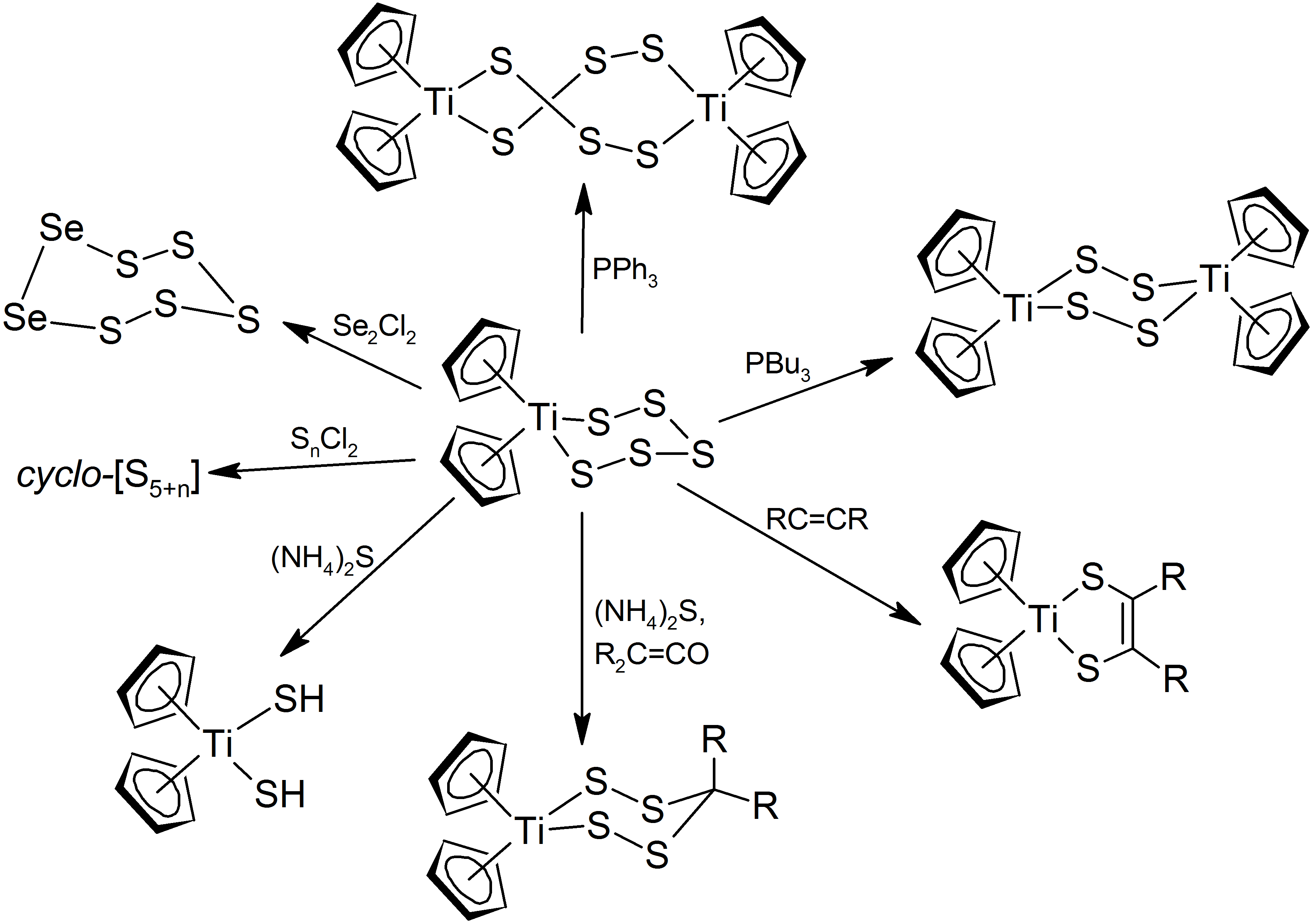
五硫化二茂钛的一些反应

Cp2TiS5可以和硫或硒的氯化物（ExCl2）反应，生成二氯二茂钛和各种S5+x及S5Sex环。例如：
(C5H5)2TiS5 + S2Cl2 → (C5H5)2TiCl2 + S7
其它一些反应如下图所示：